# Evaň
Evaň är en ort i Tjeckien.   Den ligger i regionen Ústí nad Labem, i den nordvästra delen av landet, 40 km nordväst om huvudstaden Prag. Evaň ligger 283 meter över havet och antalet invånare är 272.
Terrängen runt Evaň är huvudsakligen platt, men den allra närmaste omgivningen är kuperad.Runt Evaň är det ganska glesbefolkat, med 42 invånare per kvadratkilometer. Närmaste större samhälle är Litoměřice, 18,1 km norr om Evaň. Trakten runt Evaň består till största delen av jordbruksmark.